# Lightning Strikes
Lighting Strikes är en låt av Aerosmith skriven av Richie Supa. Låten släpptes som den första singeln från albumet Rock in a Hard Place från 1982. På låten spelar Jimmy Crespo och Rick Dufay gitarr istället för Joe Perry och Brad Whitford som hade lämnat bandet.